# Proscrisul (Star Trek: Generația următoare)
„Proscrisul” (titlu original: „The Outcast”) este al 17-lea episod din al cincilea sezon al serialului TV american științifico-fantastic Star Trek: Generația următoare și al 117-lea episod în total. A avut premiera la 16 martie 1992 .
Episodul a fost regizat de Robert Scheerer după un scenariu de Jeri Taylor.

## Prezentare
William Riker se îndrăgostește de o persoană androgină după ce salvează alți membri ai speciei ei, prinși într-o zonă de "spațiu nul."

## Actori ocazionali
- Callan White - Krite
- Megan Cole - Noor
- Melinda Culea - Soren

## Primire
În 2017, Den of Geek a clasat episodul în lista celor „mai urmărite” 25 de episoade ale seriei Star Trek: Generația următoare.